# 中田碧海
中田 碧海（なかだ あおみ、男性、2004年12月6日 - ）は神奈川県藤沢市出身の日本の自転車ロードレースチーム監督、メカニック。

## 来歴

### 生い立ち
神奈川県藤沢市生まれ。藤沢市立明治中学校に通い、科学部に所属。関口拓真は中学校の同期生。
高校は、桐蔭学園高等学校に進学。生徒会副会長などを歴任する。この頃にオーバーレージレーシング(Over rage Racing Team)を創立。

### オーバーレージレーシングチームの設立
桐蔭学園高等学校に入学後、内部進学生と共にオーバーレージレーシングチーム(Over rage Racing Team)を立ち上げる。
学生主体の自転車競技チームとして、監督兼代表を務め、レース研究やサポートメカニックなどの育成に力を入れるようになる。